# Coleostachys
Coleostachys é um género botânico pertencente à família Malpighiaceae.

## Espécies
- Coleostachys genipaefolia
- Coleostachys hypoleuca
- Coleostachys spicata
- Coleostachys vestita